# OFX (format informatique)
Pour les articles homonymes, voir OFX.
Le format OFX (de l'anglais Open Financial Exchange) est un type de données informatiques, créé en 1997 par Microsoft, Intuit et Checkfree permettant des transferts de données financières entre une banque et ses utilisateurs.

## Description
Microsoft propose ce format en remplacement de Open Financial Connectivity (OFC) utilisé précédemment par le logiciel Microsoft Money.
Il permet l'échange standardisé de données financières entre systèmes hétérogènes. Ce format est ouvert, basé sur SGML et a été créé pour simplifier les échanges de données financières entre des institutions, des éditeurs de logiciels, etc.,
En 2019, le consortium OFX a rejoint le consortium Financial Data Exchange (FDX),, qui gère aujourd'hui le groupe de travail OFX. 

## Spécifications
Le dernier document de référence (Spécification fonctionnelle) décrivant le standard a été publié en octobre 2020, en version 2.3, par le groupe de travail OFX, du consortium FDX.

## Utilisation
Un cas d'utilisation typique est l'importation de relevés de compte bancaire dans un logiciel de comptabilité personnelle tel que Microsoft Money avec toute banque utilisant ce format.

## Logiciels compatibles
Les logiciels suivant reconnaissent le standard OFX :
- BanqueManager
- Comptabilité Personnelle (Emjysoft)
- Comptes bancaires
- GesFine
- GnuCash
- HomeBank
- iBank(Mac OS X)
- Invoice Ninja
- JGnash
- KMyMoney
- Microsoft Money
- Skrooge
- Odoo
- Tous Comptes Faits
- Zefyr

## Banques utilisant ce format
- Axa Banque
- Banque populaire
- La Banque postale
- BNP Paribas
- Boursorama
- Les Caisses d'épargne
- Crédit agricole
- Crédit lyonnais
- Crédit mutuel
- Crédit industriel et commercial
- Groupe Crédit du Nord
- Monabanq
- Société générale